# آناستازیا نیچیپورنکو
آناستازیا نیچیپورنکو (انگلیسی: Anastasiya Nychyporenko؛ زادهٔ ۲۸ ژانویهٔ ۱۹۹۵) ورزشکار دوگانه، و اسکی‌باز صحرانوردی اهل اوکراین است.